# Iglesia lusitana católica apostólica evangélica
La Iglesia Evangélica Apostólica Católica Lusitana en Portugal (en portugués: Igreja Lusitana Católica Apostólica Evangélica) es una iglesia miembro de la Comunión Anglicana. Como todas las iglesias de la Comunión Anglicana, reconoce el liderazgo espiritual del arzobispo de Canterbury. Además, la iglesia es una diócesis extra-provincial bajo la autoridad metropolitical del arzobispo. El obispo actual es el Reverendo José Jorge de Pina Cabral (desde 2013).

## Historia
El establecimiento de una monarquía constitucional en 1834 concedió la tolerancia religiosa limitada a los católicos no romanos, y por lo tanto llevó a la apertura de una capilla anglicana en Lisboa. Una segunda capilla fue inaugurada en 1868 - La misión anglicana coincidió con la creciente influencia del movimiento católico antiguo de Portugal. Las congregaciones se crean a partir de los sacerdotes católicos y laicos que se negaron a aceptar los dogmas de la infalibilidad y la jurisdicción ordinaria universal del Papa, según lo definido por el Concilio Vaticano I en 1870.
La Iglesia Lusitana se formó en 1880 cuando representantes de estas congregaciones se reunieron en un sínodo presidido por HC Riley, obispo de la recién creada misión en México. El sínodo se tradujo en una constitución y la decisión de cumplir con las normas litúrgicas de la Comunión Anglicana y doctrinal. En 1884, se creó un libro portugués de la oración común, que incorporen elementos de liturgias anglicanas, romana y mozárabe. Desde el principio la iglesia fue asistido por un Consejo de Obispos presidido por Lord Plunket, en ese momento la Iglesia de Irlanda Obispo de Meath, y años después, había algunos obispos episcopales estadounidenses que proporcionaron ministerio episcopal y la atención pastoral, sobre todo los Obispos a cargo de la Convocación de Iglesias Episcopales de Europa, hasta la consagración del primer obispo lusitano en 1958.
Bajo los términos del Acuerdo de Bonn, la Iglesia Lusitana establecido plena comunión con las diversas ramas de las Comuniones Anglicana y Católica Antigua. La plena integración en la Comunión Anglicana se produjo en 1980, cuando la Iglesia se convirtió en una diócesis extraprovincial bajo la autoridad metropolitical del arzobispo de Canterbury.

### Afiliación
La iglesia cuenta con alrededor de 5.000 miembros.

## Estructura
Como denominación Episcopal, la Iglesia está gobernada por obispos. El obispo tiene su sede episcopal en Lisboa, donde se encuentra su trono en la catedral de St Paul. La administración de la diócesis se centra en Oporto.
- Organización
- Según su página web, la iglesia Lusitana es una diócesis con la siguiente organización:
  - Una diócesis
    - 2 Arcedianatos, con sede en la ciudad de Oporto, norte y el sur con sede en Lisboa
      - 13 Parroquias
      - 2 Misiones

## Adoración y liturgia
La Iglesia Lusitana abarca tres órdenes de ministerio: diácono, sacerdote y obispo. Cada vez más, se está poniendo énfasis en estas órdenes de trabajo en colaboración en el ministerio más amplio de todo el pueblo de Dios. El Libro de Oración, en idioma portugués, es la base de la liturgia de la Iglesia.

### Obispos - presidentes de esta iglesia
- Henrique Riley - (1880), presidente primer sínodo
- Joaquim Santos Figueiredo - (1922), nunca fue consagrado
- António Ferreira Fiandor - (1958 - 1961), primer obispo en ser consagrado
- Luís Rodrigues Pereira - (1962 - 1979)
- Fernando da Luz Soares - (desde 1980-2013)
- José Jorge de Pina Cabral - (desde 2013)

## Las relaciones ecuménicas
- Pertenece a las siguientes asociaciones de iglesias:
  - Comunión anglicana, Plena integración ocurrió en 1980 cuando la iglesia se convirtió en una diócesis extraprovincial bajo la autoridad del arzobispo de Canterbury.
  - Unión de Utrecht (Iglesias)
  - Comunión de Porvoo
  - Consejo Mundial de Iglesias
  - Consejo de Iglesias Cristianas de Portugal (COPIC)
  - Conferencia de Iglesias Europeas (CEC)

### Iglesias hermanadas con la Iglesia Lusitana Católica Apostólica Evangélica (Portugal)
En Portugal, con respecto a las demás iglesias cristianas pertenecientes a la Comunión anglicana, iglesias veterocatólicas de la Unión de Utrecht (Iglesias) y Comunión de Porvoo, se puede decir que la  Iglesia Lusitana Católica Apostólica Evangélica (Portugal) es su equivalente si en ese municipio no existe un templo o comunidad de esa iglesia o de la Diócesis de Europa de la Iglesia de Inglaterra, que entonces tomarán esta como referencia.
Todas las treinta y ocho provincias de la Comunión anglicana son independientes, cada una con su propio Obispo o Arzobispo Primado y su propia estructura de gobierno. Estas provincias pueden tomar la forma de iglesias nacionales (por ejemplo, en Canadá, Uganda o Japón) o agrupar un cierto número de naciones (tales como Indias Occidentales, África Central, Sudeste de Asia o Cono Sur de América). Las provincias de la Comunión anglicana, en orden alfabético, son las siguientes:
- Iglesia Anglicana de la Región Central de América
- Iglesia Anglicana de México
- Provincia Anglicana del Cono Sur de América
- Igreja Episcopal Anglicana do Brasil (Iglesia Episcopal Anglicana del Brasil)
- Province de L'Eglise Anglicane Du Congo (Provincia de la Iglesia Anglicana del Congo)
- Sheng Kung Hui (Iglesia Episcopal de Hong Kong)
- The Anglican Church in Aotearoa, New Zealand, and Polynesia (Iglesia Anglicana en Aotearoa, Nueva Zelandia y Polinesia)
- The Anglican Church of Australia (Iglesia Anglicana de Australia)
- The Anglican Church of Burundi (Iglesia Anglicana de Burundi)
- The Anglican Church of Canada (Iglesia Anglicana del Canadá)
- The Anglican Church of Kenya (Iglesia Anglicana de Kenia)
- The Anglican Church of Korea (Iglesia Anglicana de Corea)
- The Anglican Church of Papua New Guinea (Iglesia Anglicana de Papúa Nueva Guinea)
- The Anglican Church of Southern Africa (Iglesia Anglicana de África Meridional)
- The Anglican Church of Tanzania (Iglesia Episcopal de Tanzania)
- The Church in the Province of the West Indies (Iglesia en la Provincia de las Indias Occidentales)
- The Church in Wales (Iglesia en Gales)
- The Church of Bangladesh (Iglesia de Bangladés)
- The Church of England (Iglesia de Inglaterra)
- The Church of Ireland (Iglesia de Irlanda) (Irlanda del Norte + República de Irlanda)
- The Church of Nigeria (Iglesia de Nigeria)
- The Church of North India (Iglesia del Norte de India)
- The Church of Pakistan (Iglesia de Pakistán)
- The Church of South India (Iglesia del Sur de India)
- The Church of the Province of Central Africa (Iglesia de la Provincia de África Central)
- The Church of the Province of Melanesia (Iglesia de la Provincia de Melanesia)
- The Church of the Province of Myanmar (Iglesia de la Provincia de Myanmar)
- The Church of the Province of Rwanda (Iglesia de la Provincia de Ruanda)
- The Church of the Province of South East Asia (Iglesia de la Provincia del Sudeste de Asia)
- The Church of the Province of the Indian Ocean (Iglesia de la Provincia del Océano Índico)
- The Church of the Province of West Africa (Iglesia de la Provincia de África Occidental)
- The Church of Uganda (Iglesia de Uganda)
- The Episcopal Church in Jerusalem and the Middle East (Iglesia Episcopal en Jerusalén y Medio Oriente)
- The Episcopal Church in the United States of America (Iglesia Episcopal en los Estados Unidos de América)
- The Episcopal Church of the Philippines (Iglesia Episcopal de las Filipinas)
- The Episcopal Church of the Sudan (Iglesia Episcopal del Sudán)
- The Nippon Sei Ko Kai (La Comunión Anglicana en Japón)
- The Scottish Episcopal Church (Iglesia Episcopal Escocesa)

Además, hay seis iglesias extraprovinciales, cinco de las cuales están bajo la autoridad del arzobispo de Canterbury como arzobispo metropolitano.
- The Anglican Church of Bermuda (Iglesia Anglicana de las Bermudas)
- Iglesia Episcopal de Cuba (bajo un Concilio Metropolitano)
- The Parish of the Falkland Islands (Parroquia de las Islas Malvinas)
- Igreja Lusitana Católica Apostólica Evangélica (Iglesia Lusitana Católica Apostólica Evangélica) (Portugal)
- Iglesia Española Reformada Episcopal
- The Church of Ceylon (Iglesia de Ceilán) (Sri Lanka)
- Iglesia filipina Independiente.

Además está asociadas las iglesias que pertenecen a la Unión de Utrecht, las cuales no están bajo la autoridad del arzobispo de Canterbury como arzobispo metropolitano, pero si reconocen muchos de los acuerdos en común: 
- Iglesia Católica Antigua de los Países Bajos (Holanda, Bélgica y Luxemburgo)
- Diócesis Católica de viejos católicos en Alemania (Alemania)
- Iglesia Católica (Antigua) de Suiza (Suiza)
- Iglesia Católica Antigua de Austria (Austria)
- Iglesia Católica Antigua en la República Checa (República Checa y Eslovaquia)
- Iglesia Católica de Polonia (Polonia) (Iglesia Antigua con sede en Polonia, se separó de la PNCC)
- Iglesia Española Reformada Episcopal (España)
- Iglesia Lusitana Católica Apostólica Evangélica (Portugal)
- Dependiente de las iglesias y las comunidades bajo la jurisdicción de la IBK:
  - Misión Católica Vieille-en-Franc (Francia)
  - Chiesa Cattolica en Italia-Vetero (Italia)
  - Iglesia Católica Antigua en Suecia y Dinamarca (Suecia, Dinamarca, Noruega y Fitlandia)

También están asociadas todas las iglesias que pertenecen a la Comunión de Porvoo, salvo las que pertenecen oficialmente a la Comunión Anglicana que en vez de ser asociadas son iglesias de pleno derecho de la Comunión Anglicana:
- La Iglesia de Inglaterra
- La Iglesia de Irlanda
- La Iglesia Episcopal Escocesa
- La Iglesia en Gales
- La Iglesia Nacional de Islandia (Iglesia Evangélica Luterana de Islandia)
- La Iglesia de Noruega
- La Iglesia de Suecia (antiguamente iglesia oficial)
- La Iglesia Evangélica Luterana de Finlandia
- La Iglesia Evangélica Luterana Estonia
- La Iglesia Evangélica Luterana de Lituania
- La Iglesia Lusitana Católica Apostólica Evangélica (Portugal)
- La Iglesia Española Reformada Episcopal

Otras iglesias que participan como observadoras son:
- La Iglesia del Pueblo Danés (Dinamarca)
- La Iglesia Evangélica Luterana de Letonia

### Emblema de la Comunión Anglicana
La Comunión anglicana utiliza la Rosa de los vientos como su símbolo o emblema, representando así su alcance mundial y naturaleza descentralizada. Sobre ella figura, tal como en un escudo de armas eclesiástico, la mitra episcopal; en el centro aparece una Cruz de San Jorge conmemorando los orígenes de la Comunión Anglicana en la Iglesia de Inglaterra. El lema en griego, Ἡ ἀλήθεια ἐλευθερώσει ὑμᾶς  (“La verdad os libertará”) es una cita del Evangelio según San Juan 8,32. Este emblema fue diseñado por Edward Nason West, canónico de la catedral de San Juan el Divino en la ciudad estadounidense de Nueva York.

## Presidencia de honor en la actualidad
- 1 Carlos III del Reino Unido (Charles Philip Arthur George)
- 2 Príncipe de Gales (Guillermo de Gales)
- 3 Camila del Reino Unido
- 4 Catalina de Gales
- 5 Arzobispo de Canterbury (Justin Welby)
- 6 Arzobispo/obispo primado o arzobispo/obispo metropolitano del país o territorio correspondiente (Rev. José Jorge de Pina Cabral - (desde 2013)).
- El soberano (Carlos III del Reino Unido) también posee el título de Gobernante Supremo de la religión oficial, Comunión anglicana, aunque en la práctica el liderazgo espiritual de la Iglesia corresponde al arzobispo de Canterbury y arzobispo/obispo primado o arzobispo/obispo metropolitano del país o territorio correspondiente.